# Cyclisme aux Jeux olympiques d'été de 1972
Navigation
Mexico 1968 Montréal 1976
Aux Jeux olympiques d'été de 1972, il existe deux disciplines de cyclisme : le cyclisme sur piste, le cyclisme sur route.

## Podiums

### Hommes
| Podiums                             |                                                                                  |                                                                                 |                                                                        |
| Route                               |                                                                                  |                                                                                 |                                                                        |
| Course en ligne                     | Hennie Kuiper                                                                    | Clyde Sefton                                                                    | Non-attribuée                                                          |
| 100 km contre-la-montre par équipes | Union soviétique Valeri Iardy Guennadi Komnatov Valeri Likhatchev Boris Choukhov | Pologne Ryszard Szurkowski Edward Barcik Lucjan Lis Stanisław Szozda            | Non-attribuée                                                          |
| Piste                               |                                                                                  |                                                                                 |                                                                        |
| Kilomètre                           | Niels Fredborg                                                                   | Danny Clark                                                                     | Jürgen Schütze                                                         |
| Vitesse individuelle                | Daniel Morelon                                                                   | John Nicholson                                                                  | Omar Phakadze                                                          |
| Tandem                              | Union soviétique Vladimir Semenets Igor Tselovalnikov                            | Allemagne de l'Est Jürgen Geschke Werner Otto                                   | Pologne Andrzej Bek Benedykt Kocot                                     |
| Poursuite individuelle              | Knut Knudsen                                                                     | Xaver Kurmann                                                                   | Hans Lutz                                                              |
| Poursuite par équipes               | Allemagne de l'Ouest Günther Schumacher Jürgen Colombo Günter Haritz Udo Hempel  | Allemagne de l'Est Uwe Unterwalder Thomas Huschke Heinz Richter Herbert Richter | Grande-Bretagne William Moore Michael Bennett Ian Hallam Ronald Keeble |

## Tableau des médailles
| Rang | Nation               | Or | Argent | Bronze | Total |
| ---- | -------------------- | -- | ------ | ------ | ----- |
| 1    | Union soviétique     | 2  | 0      | 1      | 3     |
| 2    | Allemagne de l'Ouest | 1  | 0      | 1      | 2     |
| 3    | Danemark             | 1  | 0      | 0      | 1     |
| 3    | France               | 1  | 0      | 0      | 1     |
| 3    | Pays-Bas             | 1  | 0      | 0      | 1     |
| 3    | Norvège              | 1  | 0      | 0      | 1     |
| 7    | Australie            | 0  | 3      | 0      | 3     |
| 8    | Allemagne de l'Est   | 0  | 2      | 1      | 3     |
| 9    | Pologne              | 0  | 1      | 1      | 2     |
| 10   | Suisse               | 0  | 1      | 0      | 1     |
| 11   | Grande-Bretagne      | 0  | 0      | 1      | 1     |